# Pallacanestro ai Giochi olimpici
La pallacanestro è compresa nei Giochi olimpici estivi con un torneo maschile dalla XI Olimpiade di Berlino 1936. Vi fu tuttavia una prima edizione dimostrativa ai Giochi di Saint Louis 1904. A partire dai Giochi di Montréal 1976 venne organizzata l'edizione femminile.

## Storia
Sebbene fece una breve apparizione già alle Olimpiadi di Saint Louis nel 1904 con un torneo dimostrativo, la pallacanestro debuttò come competizione sportiva ai Giochi olimpici di Berlino nel 1936.
La pallacanestro apparve per la prima volta al pubblico delle Olimpiadi ai Giochi di Saint Louis nel 1904 con un torneo dimostrativo, quindi senza classifiche e senza consegna di premi.
L'esordio ufficiale avvenne nel 1936 alle Olimpiadi di Berlino. Il torneo è ricordato non solo in quanto esordio ufficiale per lo sport, ma anche per una serie di vicissitudini. Iscritte 23 squadre, parteciparono inizialmente in 21 a causa delle rinunce, poco prima l'inizio dei Giochi, di Ungheria e Spagna (quest'ultima a causa dello scoppio della Guerra civile spagnola), e successivamente in 20 a causa del ritiro del Perù a torneo in corso. Inoltre la FIBA spinse gli organizzatori a giocare le partite all'aperto, su campi da tennis riadattati per l'occasione. Questa scelta portò ad avere la finale con il punteggio più basso della storia delle Olimpiadi, poiché Stati Uniti e Canada giocarono nel fango e sotto la pioggia. Vinsero gli statunitensi 19-8 e vennero premiati da James Naismith, il quale alzò la prima palla a due del torneo.
Dalle Olimpiadi di Helsinki del 1952 fino alla fine degli anni '80 la rivalità politica tra Stati Uniti e Unione Sovietica venne portata anche nei campi di pallacanestro, vedendo le due nazionali giocarsi la medaglia d'oro per 5 volte su 6 (di cui 4 consecutive) tra il 1952 e il 1972. Proprio i Giochi di Monaco del 1972 segnarono una tappa indelebile nella storia della pallacanestro olimpica infatti, dopo 62 partite vinte consecutivamente (e 7 medaglie d'oro), per la prima volta la nazionale statunitense venne sconfitta in una delle finali più controverse dello sport americano.
A Montréal non si vide la rivincita della finale dell'edizione precedente poiché l'Unione Sovietica venne sconfitta in semifinale dalla Jugoslavia di Kićanović, Ćosić e Dalipagić. Gli Stati Uniti vinsero la loro ottava medaglia d'oro. In Canada esordì inoltre il torneo femminile di pallacanestro, un unico girone all'italiana che vide come prima vincitrice l'Unione Sovietica, squadra rimasta imbattuta per l'intera competizione. Secondo posto per gli Stati Uniti e medaglia di bronzo per la Bulgaria.
Le Olimpiadi di Mosca nel 1980 videro il boicottaggio dei Giochi degli Stati Uniti per ragioni politiche. Se nel torneo femminile questo portò al secondo successo consecutivo dell'Unione Sovietica, in campo maschile diede l'occasione di assistere ad una storica finale tra la Jugoslavia (già vista nella finale dell'edizione precedente) e l'Italia di Meneghin, Villalta, Marzorati ed allenata da Sandro Gamba. Gli jugoslavi vinsero la loro prima ed unica medaglia d'oro.
Un secondo boicottaggio, questa volta ad opera dell'Unione Sovietica, a Los Angeles portò gli Stati Uniti a vincere, per la prima volta, la medaglia d'oro sia nel torneo maschile che in quello femminile.
Stati Uniti ed Unione Sovietica si riaffrontarono finalmente nei Giochi di Seul nel 1988, in una semifinale in cui i sovietici chiusero in vantaggio il primo periodo e che gestirono fino alla fine senza grosse difficoltà. Con la conquista della medaglia di bronzo, gli americani vissero l'edizione come una delle peggiori figure della storia olimpica dal momento che questa volta la sconfitta contro l'URSS, vincitrice poi del torneo, fu chiara e netta.
Fu principalmente questo il motivo che portò gli Stati Uniti a schierare, nell'edizione successiva, il Dream Team.
La realizzazione della simbolica squadra fu possibile grazie alla decisione della FIBA, nel 1989, di dare la possibilità agli atleti professionisti di partecipare ai Giochi. Fino ad allora solo atleti amatori erano in grado di partecipare al torneo Olimpico, ma dato che la NBA era uno dei pochi campionati di pallacanestro professionistici dei tempi (la FIP ad esempio costituì il primo campionato professionistico nel 1994) spesso si poteva ugualmente vedere alle Olimpiadi un giocatore non americano considerato però simil-professionista dagli americani. Un giocatore preso ad esempio è Oscar Schmidt, brasiliano che ha partecipato alle Olimpiadi in quanto giocatore nel campionato della Serie A italiana ma considerato dai media americani professionista sia per stipendio che per livello di gioco.
I Giochi di Barcellona del 1992 sono diventati perciò uno dei tornei più memorabili della storia olimpica del basket. Gli Stati Uniti hanno schierato un roster composto dal miglior giocatore della NCAA (Christian Laettner) e da 11 stelle della NBA, fra tutti Michael Jordan, Magic Johnson e Larry Bird. Il Dream Team ha completato il torneo vincendo facilmente tutte le partite con una media di 44 punti di distacco. Le Olimpiadi videro inoltre come protagoniste anche le neonate nazionali di Lituania e Croazia. I croati Petrović, Rađa e Kukoč, giocatori già medagliati nel 1988 con la nazionale jugoslava, spinsero la propria nazionale ad aggiudicarsi la medaglia d'argento infliggendo agli USA il loro maggior numero di punti subiti nell'edizione (85). I giocatori simbolo della Lituania Sabonis, Chomičius, Kurtinaitis e Marčiulionis componevano i quattro quinti dei titolari di quella Unione Sovietica che sconfisse gli Stati Uniti nel 1988. In questa edizione nulla poterono nella semifinale contro gli americani (55 punti di scarto), ma nella finale per il terzo posto sconfissero proprio la rappresentativa delle Repubbliche dell'ex-URSS, squadra formatasi a causa della dissoluzione dell'Unione Sovietica. Nel torneo femminile invece la Squadra Unificata riuscì ad aggiudicarsi la medaglia d'oro perdendo solo nella partita inaugurale della competizione con Cuba. Da questa edizione in poi la nazionale femminile americana vincerà tutti i tornei olimpici disputati.
In campo maschile, dopo altre due edizioni in cui si vide la vittoria finale degli Stati Uniti (a discapito di Jugoslavia e Francia), i Giochi di Atene 2004 videro trionfare l'Argentina. La Generación Dorada, composta da giocatori simbolo del basket latinoamericano come Ginóbili, Nocioni, Oberto e Scola sconfissero in semifinale gli USA ed in finale l'Italia allenata da Carlo Recalcati.
Per riparare al terzo posto dell'edizione precedente, LeBron James, Wade e Anthony, che nel 2004 erano rookie in NBA, decisero di ripresentarsi alle Olimpiadi di Pechino 2008 supportati da altre stelle NBA, fra tutti Kobe Bryant. In semifinale si presero la rivincita con l'Argentina battendola di 20 punti, vincendo poi la medaglia d'oro battendo la Spagna.

## Albo d'oro

### Maschile 5x5
| Anno | Sede              |                  | Finale      | Finale           | Finale           |           | Finale 3º/4º posto | Finale 3º/4º posto | Finale 3º/4º posto |
| Anno | Sede              | Oro              | Risultato   | Argento          | Bronzo           | Risultato | Quarto posto       |                    |                    |
| ---- | ----------------- | ---------------- | ----------- | ---------------- | ---------------- | --------- | ------------------ | ------------------ | ------------------ |
| 1936 | Berlino           | Stati Uniti      | 19-8        | Canada           | Messico          | 26-12     | Polonia            |                    |                    |
| 1948 | Londra            | Stati Uniti      | 65-21       | Francia          | Brasile          | 52-47     | Messico            |                    |                    |
| 1952 | Helsinki          | Stati Uniti      | 36-25       | Unione Sovietica | Uruguay          | 68-59     | Argentina          |                    |                    |
| 1956 | Melbourne         | Stati Uniti      | 89-55       | Unione Sovietica | Uruguay          | 71-62     | Francia            |                    |                    |
| 1960 | Roma              | Stati Uniti      | gironi      | Unione Sovietica | Brasile          | gironi    | Italia             |                    |                    |
| 1964 | Tokyo             | Stati Uniti      | 73-59       | Unione Sovietica | Brasile          | 76-60     | Porto Rico         |                    |                    |
| 1968 | Città del Messico | Stati Uniti      | 65-50       | Jugoslavia       | Unione Sovietica | 70-53     | Brasile            |                    |                    |
| 1972 | Monaco            | Unione Sovietica | 51-50       | Stati Uniti      | Cuba             | 66-65     | Italia             |                    |                    |
| 1976 | Montréal          | Stati Uniti      | 95-74       | Jugoslavia       | Unione Sovietica | 100-72    | Canada             |                    |                    |
| 1980 | Mosca             | Jugoslavia       | 86-77       | Italia           | Unione Sovietica | 117-94    | Spagna             |                    |                    |
| 1984 | Los Angeles       | Stati Uniti      | 96-65       | Spagna           | Jugoslavia       | 88-82     | Canada             |                    |                    |
| 1988 | Seul              | Unione Sovietica | 76-63       | Jugoslavia       | Stati Uniti      | 78-49     | Australia          |                    |                    |
| 1992 | Barcellona        | Stati Uniti      | 117-85      | Croazia          | Lituania         | 82-78     | Squadra Unificata  |                    |                    |
| 1996 | Atlanta           | Stati Uniti      | 95-69       | Jugoslavia       | Lituania         | 80-74     | Australia          |                    |                    |
| 2000 | Sydney            | Stati Uniti      | 85-75       | Francia          | Lituania         | 89-71     | Australia          |                    |                    |
| 2004 | Atene             | Argentina        | 84-69       | Italia           | Stati Uniti      | 104-96    | Lituania           |                    |                    |
| 2008 | Pechino           | Stati Uniti      | 118-107     | Spagna           | Argentina        | 87-75     | Lituania           |                    |                    |
| 2012 | Londra            | Stati Uniti      | 107-100     | Spagna           | Russia           | 81-77     | Argentina          |                    |                    |
| 2016 | Rio de Janeiro    | Stati Uniti      | 96-66       | Serbia           | Spagna           | 89-88     | Australia          |                    |                    |
| 2020 | Tokyo             | Stati Uniti      | 87-82       | Francia          | Australia        | 107-93    | Slovenia           |                    |                    |
| 2024 | Parigi            |                  | Stati Uniti | 98-87            | Francia          |           | Serbia             | 93-83              | Germania           |

### Femminile 5x5
| 1976 | Montréal       | Unione Sovietica  | gironi | Stati Uniti   | Bulgaria         | gironi | Cecoslovacchia |
| 1980 | Mosca          | Unione Sovietica  | 104-73 | Bulgaria      | Jugoslavia       | 68-65  | Ungheria       |
| 1984 | Los Angeles    | Stati Uniti       | 85-55  | Corea del Sud | Cina             | 63-57  | Canada         |
| 1988 | Seul           | Stati Uniti       | 77-70  | Jugoslavia    | Unione Sovietica | 68-53  | Australia      |
| 1992 | Barcellona     | Squadra Unificata | 76-66  | Cina          | Stati Uniti      | 88-74  | Cuba           |
| 1996 | Atlanta        | Stati Uniti       | 111-87 | Brasile       | Australia        | 66-56  | Ucraina        |
| 2000 | Sydney         | Stati Uniti       | 76-54  | Australia     | Brasile          | 84-73  | Corea del Sud  |
| 2004 | Atene          | Stati Uniti       | 74-63  | Australia     | Russia           | 71-62  | Brasile        |
| 2008 | Pechino        | Stati Uniti       | 92-65  | Australia     | Russia           | 94-81  | Cina           |
| 2012 | Londra         | Stati Uniti       | 86-50  | Francia       | Australia        | 83-74  | Russia         |
| 2016 | Rio de Janeiro | Stati Uniti       | 101-72 | Spagna        | Serbia           | 70-63  | Francia        |
| 2020 | Tokyo          | Stati Uniti       | 90-75  | Giappone      | Francia          | 91-76  | Serbia         |
| 2024 | Parigi         | Stati Uniti       | 67-66  | Francia       | Australia        | 85-81  | Belgio         |

### Maschile 3x3
| Anno | Sede   |          | Finale      | Finale  | Finale  |           | Finale 3º/4º posto | Finale 3º/4º posto | Finale 3º/4º posto |
| Anno | Sede   | Oro      | Risultato   | Argento | Bronzo  | Risultato | Quarto posto       |                    |                    |
| ---- | ------ | -------- | ----------- | ------- | ------- | --------- | ------------------ | ------------------ | ------------------ |
| 2020 | Tokyo  | Lettonia | 21-18       | ROC     | Serbia  | 21-10     | Belgio             |                    |                    |
| 2024 | Parigi |          | Paesi Bassi | 18-17   | Francia |           | Lituania           | 21-18              | Lettonia           |

### Femminile 3x3
| Anno | Sede   |             | Finale    | Finale  | Finale |           | Finale 3º/4º posto | Finale 3º/4º posto | Finale 3º/4º posto |
| Anno | Sede   | Oro         | Risultato | Argento | Bronzo | Risultato | Quarto posto       |                    |                    |
| ---- | ------ | ----------- | --------- | ------- | ------ | --------- | ------------------ | ------------------ | ------------------ |
| 2020 | Tokyo  | Stati Uniti | 18-15     | ROC     | Cina   | 16-14     | Francia            |                    |                    |
| 2024 | Parigi |             | Germania  | 17-16   | Spagna |           | Stati Uniti        | 16-13              | Canada             |

## Medagliere
Aggiornati a Parigi 2024. In corsivo le squadre delle Nazioni non più esistenti.

### Pallacanestro

#### Maschile
| Pos | Nazione          | Oro | Argento | Bronzo | Totale |
| --- | ---------------- | --- | ------- | ------ | ------ |
| 1   | Stati Uniti      | 17  | 1       | 2      | 20     |
| 2   | Unione Sovietica | 2   | 4       | 3      | 9      |
| 3   | Jugoslavia       | 1   | 4       | 1      | 6      |
| 4   | Argentina        | 1   | 0       | 1      | 2      |
| 5   | Spagna           | 0   | 3       | 1      | 4      |
| 6   | Francia          | 0   | 3       | 0      | 3      |
| 7   | Italia           | 0   | 2       | 0      | 2      |
| 8   | Canada           | 0   | 1       | 0      | 1      |
| 8   | Croazia          | 0   | 1       | 0      | 1      |
| 8   | Serbia           | 0   | 1       | 0      | 1      |
| 11  | Brasile          | 0   | 0       | 3      | 3      |
| 11  | Lituania         | 0   | 0       | 3      | 3      |
| 13  | Uruguay          | 0   | 0       | 2      | 2      |
| 14  | Australia        | 0   | 0       | 1      | 1      |
| 14  | Cuba             | 0   | 0       | 1      | 1      |
| 14  | Messico          | 0   | 0       | 1      | 1      |
| 14  | Russia           | 0   | 0       | 1      | 1      |

#### Femminile
| Pos | Nazione           | Oro | Argento | Bronzo | Totale |
| --- | ----------------- | --- | ------- | ------ | ------ |
| 1   | Stati Uniti       | 10  | 1       | 1      | 12     |
| 2   | Unione Sovietica  | 2   | 0       | 1      | 3      |
| 3   | Squadra Unificata | 1   | 0       | 0      | 1      |
| 4   | Australia         | 0   | 3       | 3      | 6      |
| 5   | Brasile           | 0   | 1       | 1      | 2      |
| 5   | Bulgaria          | 0   | 1       | 1      | 2      |
| 5   | Cina              | 0   | 1       | 1      | 2      |
| 5   | Jugoslavia        | 0   | 1       | 1      | 2      |
| 5   | Francia           | 0   | 2       | 1      | 3      |
| 10  | Corea del Sud     | 0   | 1       | 0      | 1      |
| 10  | Spagna            | 0   | 1       | 0      | 1      |
| 10  | Giappone          | 0   | 1       | 0      | 1      |
| 12  | Russia            | 0   | 0       | 2      | 2      |
| 13  | Serbia            | 0   | 0       | 1      | 1      |

### Pallacanestro 3x3

#### Maschile
| Pos | Nazione     | Oro | Argento | Bronzo | Totale |
| --- | ----------- | --- | ------- | ------ | ------ |
| 1   | Lettonia    | 1   | 0       | 0      | 1      |
| 1   | Paesi Bassi | 1   | 0       | 0      | 1      |
| 2   | ROC         | 0   | 1       | 0      | 1      |
| 2   | Francia     | 0   | 1       | 0      | 1      |
| 3   | Serbia      | 0   | 0       | 1      | 1      |
| 3   | Lituania    | 0   | 0       | 1      | 1      |

#### Femminile
| Pos | Nazione     | Oro | Argento | Bronzo | Totale |
| --- | ----------- | --- | ------- | ------ | ------ |
| 1   | Stati Uniti | 1   | 0       | 1      | 2      |
| 2   | Germania    | 1   | 0       | 0      | 1      |
| 3   | ROC         | 0   | 1       | 0      | 1      |
| 3   | Spagna      | 0   | 1       | 0      | 1      |
| 4   | Cina        | 0   | 0       | 1      | 1      |

## Statistiche

### Edizioni disputate
| Torneo        | Edizioni | I | II | III  | IV | V | VII | VIII | IX | X | XI | XIV | XV | XVI | XVII | XVIII | XIX | XX | XXI | XXII | XXIII | XXIV | XXV | XXVI | XXVII | XXVIII | XXIX | XXX | XXXI | XXXII | XXXIII |
| ------------- | -------- | - | -- | ---- | -- | - | --- | ---- | -- | - | -- | --- | -- | --- | ---- | ----- | --- | -- | --- | ---- | ----- | ---- | --- | ---- | ----- | ------ | ---- | --- | ---- | ----- | ------ |
| Maschile      | 20       | – | –  | dim. | –  | – | –   | –    | –  | – | X  | X   | X  | X   | X    | X     | X   | X  | X   | X    | X     | X    | X   | X    | X     | X      | X    | X   | X    | X     | X      |
| Femminile     | 12       | – | –  | –    | –  | – | –   | –    | –  | – | –  | –   | –  | –   | –    | –     | –   | –  | X   | X    | X     | X    | X   | X    | X     | X      | X    | X   | X    | X     | X      |
| Maschile 3x3  | 1        | – | –  | –    | –  | – | –   | –    | –  | – | –  | – – | –  | –   | –    | –     | –   | –  | –   | –    | –     | –    | –   | –    | –     | –      | –    | –   | –    | X     | X      |
| Femminile 3x3 | 1        | – | –  | –    | –  | – | –   | –    | –  | – | –  | –   | –  | –   | –    | –     | –   | –  | –   | –    | –     | –    | –   | –    | –     | –      | –    | –   | –    | X     | X      |

### Partecipazioni

#### Maschile
| Nazionale           | 1936 | 1948 | 1952 | 1956 | 1960 | 1964 | 1968 | 1972 | 1976 | 1980 | 1984 | 1988 | 1992 | 1996 | 2000 | 2004 | 2008 | 2012 | 2016 | 2020 | Tot. |
| ------------------- | ---- | ---- | ---- | ---- | ---- | ---- | ---- | ---- | ---- | ---- | ---- | ---- | ---- | ---- | ---- | ---- | ---- | ---- | ---- | ---- | ---- |
| Angola              | -    | -    | -    | -    | -    | -    | -    | -    | -    | -    | -    | -    | 10   | 11   | 12   | 12   | 12   | -    | -    | -    | 5    |
| Argentina           | -    | 15   | 4    | -    | -    | -    | -    | -    | -    | -    | -    | -    | -    | 9    | -    |      |      | 4    | 8    | 7    | 8    |
| Australia           | -    | -    | -    | 12   | -    | 9    | -    | 9    | 8    | 8    | 7    | 4    | 6    | 4    | 4    | 9    | 7    | 7    | 4    |      | 15   |
| Belgio              | 19   | 11   | 18   | -    | -    | -    | -    | -    | -    | -    | -    | -    | -    | -    | -    | -    | -    | -    | -    | -    | 3    |
| Brasile             | 9    |      | 6    | 6    |      |      | 4    | 7    | -    | 5    | 9    | 5    | 5    | 6    | -    | -    | -    | 5    | 9    | -    | 15   |
| Bulgaria            | -    | -    | 7    | 5    | 16   | -    | 10   | -    | -    | -    | -    | -    | -    | -    | -    | -    | -    | -    | -    | -    | 4    |
| Canada              |      | 9    | 13   | 9    | -    | 14   | -    | -    | 4    | -    | 4    | 6    | -    | -    | 7    | -    | -    | -    | -    | -    | 8    |
| Cecoslovacchia      | 11   | 7    | 10   | -    | 5    | -    | -    | 8    | 6    | 9    | -    | -    | -    | -    | -    | -    | -    | -    | -    | -    | 7    |
| Cile                | 10   | 6    | 5    | 8    | -    | -    | -    | -    | -    | -    | -    | -    | -    | -    | -    | -    | -    | -    | -    | -    | 4    |
| Cina                | -    | -    | -    | -    | -    | -    | -    | -    | -    | -    | 10   | 11   | 12   | 8    | 10   | 8    | 8    | 12   | 12   | -    | 9    |
| Corea del Sud       | -    | 8    | -    | 14   | -    | 16   | 14   | -    | -    | -    | -    | 9    | -    | 12   | -    | -    | -    | -    | -    | -    | 6    |
| Croazia             | -    | -    | -    | -    | -    | -    | -    | -    | -    | -    | -    | -    |      | 7    | -    | -    | 6    | -    | 5    | -    | 4    |
| Cuba                | -    | 13   | 14   | -    | -    | -    | 11   |      | 7    | 6    | -    | -    | -    | -    | -    | -    | -    | -    | -    | -    | 6    |
| Egitto              | 16   | 19   | 12   | -    | -    | -    | -    | 16   | 12   | -    | 12   | 12   | -    | -    | -    | -    | -    | -    | -    | -    | 7    |
| Estonia             | 12   | -    | -    | -    | -    | -    | -    | -    | -    | -    | -    | -    | -    | -    | -    | -    | -    | -    | -    | -    | 1    |
| Filippine           | 5    | 12   | 11   | 7    | 11   | -    | 13   | 13   | -    | -    | -    | -    | -    | -    | -    | -    | -    | -    | -    | -    | 7    |
| Finlandia           | -    | -    | 15   | -    | -    | 11   | -    | -    | -    | -    | -    | -    | -    | -    | -    | -    | -    | -    | -    | -    | 2    |
| Francia             | 20   |      | 8    | 4    | 10   | -    | -    | -    | -    | -    | 11   | -    | -    | -    |      | -    | -    | 6    | 6    |      | 10   |
| Germania            | 17   | -    | -    | -    | -    | -    | -    | 12   | -    | -    | 8    | -    | 7    | -    | -    | -    | 10   | -    | -    | 8    | 6    |
| Giappone            | 13   | -    | -    | 10   | 15   | 10   | -    | 14   | 11   | -    | -    | -    | -    | -    | -    | -    | -    | -    | -    | 11   | 7    |
| Grecia              | -    | -    | 19   | -    | -    | -    | -    | -    | -    | -    | -    | -    | -    | 5    | -    | 5    | 5    | -    | -    | -    | 4    |
| India               | -    | -    | -    | -    | -    | -    | -    | -    | -    | 12   | -    | -    | -    | -    | -    | -    | -    | -    | -    | -    | 1    |
| Iran                | -    | 14   | -    | -    | -    | -    | -    | -    | -    | -    | -    | -    | -    | -    | -    | -    | 11   | -    | -    | 12   | 3    |
| Iraq                | -    | 22   | -    | -    | -    | -    | -    | -    | -    | -    | -    | -    | -    | -    | -    | -    | -    | -    | -    | -    | 1    |
| Irlanda             | -    | 23   | -    | -    | -    | -    | -    | -    | -    | -    | -    | -    | -    | -    | -    | -    | -    | -    | -    | -    | 1    |
| Israele             | -    | -    | 20   | -    | -    | -    | -    | -    | -    | -    | -    | -    | -    | -    | -    | -    | -    | -    | -    | -    | 1    |
| Italia              | 7    | 17   | 17   | -    | 4    | 5    | 8    | 4    | 5    |      | 5    | -    | -    | -    | 5    |      | -    | -    | -    | 5    | 13   |
| Jugoslavia          | -    | -    | -    | -    | 6    | 7    |      | 5    |      |      |      |      | -    |      | 6    | -    | -    | -    | -    | -    | 10   |
| Lettonia            | 18   | -    | -    | -    | -    | -    | -    | -    | -    | -    | -    | -    | -    | -    | -    | -    | -    | -    | -    | -    | 1    |
| Lituania            | -    | -    | -    | -    | -    | -    | -    | -    | -    | -    | -    | -    |      |      |      | 4    | 4    | 8    | 7    | -    | 7    |
| Marocco             | -    | -    | -    | -    | -    | -    | 16   | -    | -    | -    | -    | -    | -    | -    | -    | -    | -    | -    | -    | -    | 4    |
| Messico             |      | 4    | 9    | -    | 12   | 12   | 5    | -    | 10   | -    | -    | -    | -    | -    | -    | -    | -    | -    | -    | -    | 7    |
| Nigeria             | -    | -    | -    | -    | -    | -    | -    | -    | -    | -    | -    | -    | -    | -    | -    | -    | -    | 10   | 11   | 10   | 3    |
| Nuova Zelanda       | -    | -    | -    | -    | -    | -    | -    | -    | -    | -    | -    | -    | -    | -    | 11   | 10   | -    | -    | -    | -    | 2    |
| Panama              | -    | -    | -    | -    | -    | -    | 12   | -    | -    | -    | -    | -    | -    | -    | -    | -    | -    | -    | -    | -    | 1    |
| Perù                | 8    | 10   | -    | -    | -    | 15   | -    | -    | -    | -    | -    | -    | -    | -    | -    | -    | -    | -    | -    | -    | 3    |
| Polonia             | 4    | -    | -    | -    | 7    | 6    | 6    | 10   | -    | 7    | -    | -    | -    | -    | -    | -    | -    | -    | -    | -    | 6    |
| Porto Rico          | -    | -    | -    | -    | 13   | 4    | 9    | 6    | 9    | -    | -    | 7    | 8    | 10   | -    | 6    | -    | -    | -    | -    | 9    |
| Gran Bretagna       | -    | 20   | -    | -    | -    | -    | -    | -    | -    | -    | -    | -    | -    | -    | -    | -    | -    | 9    | -    | -    | 2    |
| Rep. Ceca           | -    | -    | -    | -    | -    | -    | -    | -    | -    | -    | -    | -    | -    | -    | -    | -    | -    | -    | -    | 9    | 1    |
| Rep. Centrafricana  | -    | -    | -    | -    | -    | -    | -    | -    | -    | -    | -    | 10   | -    | -    | -    | -    | -    | -    | -    | -    | 1    |
| Romania             | -    | -    | 23   | -    | -    | -    | -    | -    | -    | -    | -    | -    | -    | -    | -    | -    | -    | -    | -    | -    | 1    |
| Russia              | -    | -    | -    | -    | -    | -    | -    | -    | -    | -    | -    | -    | -    | -    | 8    | -    | 9    |      | -    | -    | 3    |
| Senegal             | -    | -    | -    | -    | -    | -    | 15   | 15   | -    | 11   | -    | -    | -    | -    | -    | -    | -    | -    | -    | -    | 3    |
| Serbia e Montenegro | -    | -    | -    | -    | -    | -    | -    | -    | -    | -    | -    | -    | -    | -    | -    | 11   | -    | -    | -    | -    | 1    |
| Serbia              | -    | -    | -    | -    | -    | -    | -    | -    | -    | -    | -    | -    | -    | -    | -    | -    | -    | -    |      | -    | 1    |
| Singapore           | -    | -    | -    | 13   | -    | -    | -    | -    | -    | -    | -    | -    | -    | -    | -    | -    | -    | -    | -    | -    | 1    |
| Slovenia            | -    | -    | -    | -    | -    | -    | -    | -    | -    | -    | -    | -    | -    | -    | -    | -    | -    | -    | -    | 4    | 1    |
| Spagna              | R    | -    | -    | -    | 14   | -    | 7    | 11   | -    | 4    |      | 8    | 9    | -    | 9    | 7    |      |      |      | 6    | 13   |
| Squadra Unificata   | -    | -    | -    | -    | -    | -    | -    | -    | -    | -    | -    | -    | 4    | -    | -    | -    | -    | -    | -    | -    | 1    |
| Stati Uniti         |      |      |      |      |      |      |      |      |      | -    |      |      |      |      |      |      |      |      |      |      | 19   |
| Svezia              | -    | -    | -    | -    | -    | -    | -    | -    | -    | 10   | -    | -    | -    | -    | -    | -    | -    | -    | -    | -    | 1    |
| Svizzera            | 14   | 21   | 21   | -    | -    | -    | -    | -    | -    | -    | -    | -    | -    | -    | -    | -    | -    | -    | -    | -    | 3    |
| Taipei cinese       | 15   | 18   | -    | 11   | -    | -    | -    | -    | -    | -    | -    | -    | -    | -    | -    | -    | -    | -    | -    | -    | 3    |
| Thailandia          | -    | -    | -    | 15   | -    | -    | -    | -    | -    | -    | -    | -    | -    | -    | -    | -    | -    | -    | -    | -    | 1    |
| Tunisia             | -    | -    | -    | -    | -    | -    | -    | -    | -    | -    | -    | -    | -    | -    | -    | -    | -    | 11   | -    | -    | 1    |
| Turchia             | 21   | -    | 22   | -    | -    | -    | -    | -    | -    | -    | -    | -    | -    | -    | -    | -    | -    | -    | -    | -    | 2    |
| Ungheria            | R    | 16   | 16   | -    | 9    | 13   | -    | -    | -    | -    | -    | -    | -    | -    | -    | -    | -    | -    | -    | -    | 4    |
| Unione Sovietica    | -    | -    |      |      |      |      |      |      |      |      | -    |      | -    | -    | -    | -    | -    | -    | -    | -    | 9    |
| Uruguay             | 6    | 5    |      |      | 8    | 8    | -    | -    | -    | -    | 6    | -    | -    | -    | -    | -    | -    | -    | -    | -    | 7    |
| Venezuela           | -    | -    | -    | -    | -    | -    | -    | -    | -    | -    | -    | -    | 11   | -    | -    | -    | -    | -    | 10   | -    | 2    |
| Partecipanti        | 21   | 23   | 23   | 15   | 16   | 16   | 16   | 16   | 12   | 12   | 12   | 12   | 12   | 12   | 12   | 12   | 12   | 12   | 12   | 12   |      |

#### Femminile
| Nazionale         | 1976 | 1980 | 1984 | 1988 | 1992 | 1996 | 2000 | 2004 | 2008 | 2012 | 2016 | 2020 | Tot. |
| ----------------- | ---- | ---- | ---- | ---- | ---- | ---- | ---- | ---- | ---- | ---- | ---- | ---- | ---- |
| Angola            | -    | -    | -    | -    | -    | -    | -    | -    | -    | 12   | -    | -    | 1    |
| Australia         | -    | -    | 5    | 4    | -    |      |      |      |      |      | 5    | 8    | 9    |
| Belgio            | -    | -    | -    | -    | -    | -    | -    | -    | -    | -    | -    | 7    | 1    |
| Brasile           | -    | -    | -    | -    | 7    |      |      | 4    | 11   | 9    | 11   | -    | 7    |
| Bielorussia       | -    | -    | -    | -    | -    | -    | -    | -    | 6    | -    | 9    | -    | 2    |
| Bulgaria          |      |      | -    | 5    | -    | -    | -    | -    | -    | -    | -    | -    | 3    |
| Canada            | 6    | -    | 4    | -    | -    | 11   | 10   | -    | -    | 8    | 7    | 9    | 7    |
| Cecoslovacchia    | 4    | -    | -    | 8    | 6    | -    | -    | -    | -    | -    | -    | -    | 3    |
| Cina              | -    | -    |      | 6    |      | 9    | -    | 9    | 4    | 6    | 10   | 5    | 9    |
| Croazia           | -    | -    | -    | -    | -    | -    | -    | -    | -    | 10   | -    | -    | 1    |
| Corea del Sud     | -    | -    |      | 7    | -    | 10   | 4    | 12   | 8    | -    | -    | 10   | 7    |
| Cuba              | -    | 5    | -    | -    | 4    | 6    | 9    | -    | -    | -    | -    | -    | 4    |
| Francia           | -    | -    | -    | -    | -    | -    | 5    | -    | -    |      | 4    |      | 4    |
| Giappone          | 5    | -    | -    | -    | -    | 7    | -    | 10   | -    | -    | 8    |      | 4    |
| Grecia            | -    | -    | -    | -    | -    | -    | -    | 7    | -    | -    | -    | -    | 1    |
| Italia            | -    | 6    | -    | -    | 8    | 8    | -    | -    | -    | -    | -    | -    | 3    |
| Jugoslavia        | -    |      | 6    |      | -    | -    | -    | -    | -    | -    | -    | -    | 3    |
| Lettonia          | -    | -    | -    | -    | -    | -    | -    | -    | 9    | -    | -    | -    | 1    |
| Mali              | -    | -    | -    | -    | -    | -    | -    | -    | 12   | -    | -    | -    | 1    |
| Nigeria           | -    | -    | -    | -    | -    | -    | -    | 11   | -    | -    | -    | 11   | 2    |
| Nuova Zelanda     | -    | -    | -    | -    | -    | -    | 11   | 8    | 10   | -    | -    | -    | 3    |
| Polonia           | -    | -    | -    | -    | -    | -    | 8    | -    | -    | -    | -    | -    | 1    |
| Porto Rico        | -    | -    | -    | -    | -    | -    | -    | -    | -    | -    | -    | 12   | 1    |
| Gran Bretagna     | -    | -    | -    | -    | -    | -    | -    | -    | -    | 11   | -    | -    | 1    |
| Rep. Ceca         | -    | -    | -    | -    | -    | -    | -    | 5    | 7    | 7    | -    | -    | 3    |
| RD del Congo      | -    | -    | -    | -    | -    | 12   | -    | -    | -    | -    | -    | -    | 1    |
| Russia            | -    | -    | -    | -    | -    | 5    | 6    |      |      | 4    | -    | -    | 5    |
| Senegal           | -    | -    | -    | -    | -    | -    | 12   | -    | -    | -    | 12   | -    | 2    |
| Serbia            | -    | -    | -    | -    | -    | -    | -    | -    | -    | -    |      | 4    | 2    |
| Slovacchia        | -    | -    | -    | -    | -    | -    | 7    | -    | -    | -    | -    | -    | 1    |
| Spagna            | -    | -    | -    | -    | 5    | -    | -    | 6    | 5    | -    |      | 6    | 5    |
| Squadra Unificata | -    | -    | -    | -    |      | -    | -    | -    | -    | -    | -    | -    | 1    |
| Stati Uniti       |      | -    |      |      |      |      |      |      |      |      |      |      | 11   |
| Turchia           | -    | -    | -    | -    | -    | -    | -    | -    | -    | 5    | 6    | -    | 2    |
| Unione Sovietica  |      |      | -    |      | -    | -    | -    | -    | -    | -    | -    | -    | 3    |
| Ucraina           | -    | -    | -    | -    | -    | 4    | -    | -    | -    | -    | -    | -    | 1    |
| Ungheria          | -    | 4    | -    | -    | -    | -    | -    | -    | -    | -    | -    | -    | 1    |
| Partecipanti      | 6    | 6    | 6    | 8    | 8    | 12   | 12   | 12   | 12   | 12   | 12   | 12   |      |

## Impianti di gioco
| Edizione               | Sedi                                |
| ---------------------- | ----------------------------------- |
| Berlino 1936           | Reichssportfeld                     |
| Londra 1948            | Harringay Arena                     |
| Helsinki 1952          | Tennispalatsi                       |
| Helsinki 1952          | Messuhalli                          |
| Melbourne 1956         | Royal Exhibition Building           |
| Roma 1960              | Palazzetto dello Sport              |
| Roma 1960              | Palazzo dello Sport                 |
| Tokyo 1964             | Yoyogi National Gymnasium           |
| Città del Messico 1968 | Palacio de los Deportes             |
| Monaco di Baviera 1972 | Rudi-Sedlmayer-Halle                |
| Montréal 1976          | Centre Étienne Desmarteau           |
| Montréal 1976          | Montreal Forum                      |
| Mosca 1980             | Olimpijskij                         |
| Mosca 1980             | Palazzo dello Sport CSKA            |
| Los Angeles 1984       | The Forum                           |
| Seul 1988              | Jamsil Arena                        |
| Barcellona 1992        | Palau d'Esports                     |
| Atlanta 1996           | Morehouse College Gymnasium         |
| Atlanta 1996           | Georgia Dome                        |
| Sydney 2000            | The Dome                            |
| Sydney 2000            | Sydney Super Dome                   |
| Atene 2004             | Helliniko Olympic Arena             |
| Atene 2004             | O.A.K.A. Olympic Indoor Hall        |
| Pechino 2008           | Wukesong Indoor Stadium             |
| Londra 2012            | Basketball Arena                    |
| Londra 2012            | North Greenwich Arena               |
| Rio de Janeiro 2016    | Arena Carioca 1                     |
| Rio de Janeiro 2016    | Arena da Juventude                  |
| Tokyo 2020             | Saitama Super Arena                 |
| Tokyo 2020             | Aomi Urban Sports Park              |
| Parigi 2024            | Palazzo dello Sport di Parigi-Bercy |
| Parigi 2024            | Stadio Pierre Mauroy                |